# Esteban Ocon
Esteban Ocon (Évreux, 17 september 1996) is een Frans autocoureur die rijdt voor het Haas F1 Team. Hij werd in 2014 kampioen in het Europees Formule 3-kampioenschap en in 2015 GP3-kampioen. In 2016 maakte hij halverwege het seizoen tijdens de Grand Prix van België zijn Formule 1-debuut als rijder voor het Manor F1 Team. In 2017 en 2018 kwam hij uit voor het team Force India, waar hij in 2019 moest vertrekken. In 2020 keert hij terug bij het team van Renault, nadat hij een jaar testrijder was geweest bij Mercedes.

## Carrière

### Karting
In 2006 maakte Ocon zijn autosportdebuut in het karting, toen hij als achtste eindigde in het Franse Minime-kampioenschap, voordat hij dit kampioenschap won in 2007. In 2008 won hij het Franse Cadet-kampioenschap en in 2009 stapte hij over naar internationale kampioenschappen. Hij reed hier in de KF3-categorie, waar hij tot 2011 actief bleef. Hij won de Franse KF3-titel en eindigde als tweede in de WSK Euro Series.

### Formule Renault 2.0
In 2012 maakte Ocon zijn debuut in het formuleracing, waarin hij deelnam in de Eurocup Formule Renault 2.0 voor het team Koiranen Motorsport. Hij eindigde als veertiende in het kampioenschap met 31 punten, waaronder een podiumplaats in zijn thuisrace op het Circuit Paul Ricard. Ook nam hij deel aan enkele races van de Formule Renault 2.0 Alps voor Koiranen, waarin hij als zevende eindigde met 69 punten, inclusief twee podiumplaatsen op de Red Bull Ring.
In 2013 stapte Ocon over naar het ART Junior Team in de Eurocup. Hij behaalde vijf podiumplaatsen, inclusief twee overwinningen op Paul Ricard en het Circuit de Barcelona-Catalunya. Met 159 punten eindigde hij achter Pierre Gasly en Oliver Rowland als derde in het kampioenschap. Ook nam hij deel aan enkele raceweekenden in de Formule Renault 2.0 NEC. Met een overwinning in de eerste race van het seizoen op de Hockenheimring en twee andere podiumplaatsen eindigde hij als twaalfde in het kampioenschap met 122 punten.

### Formule 3

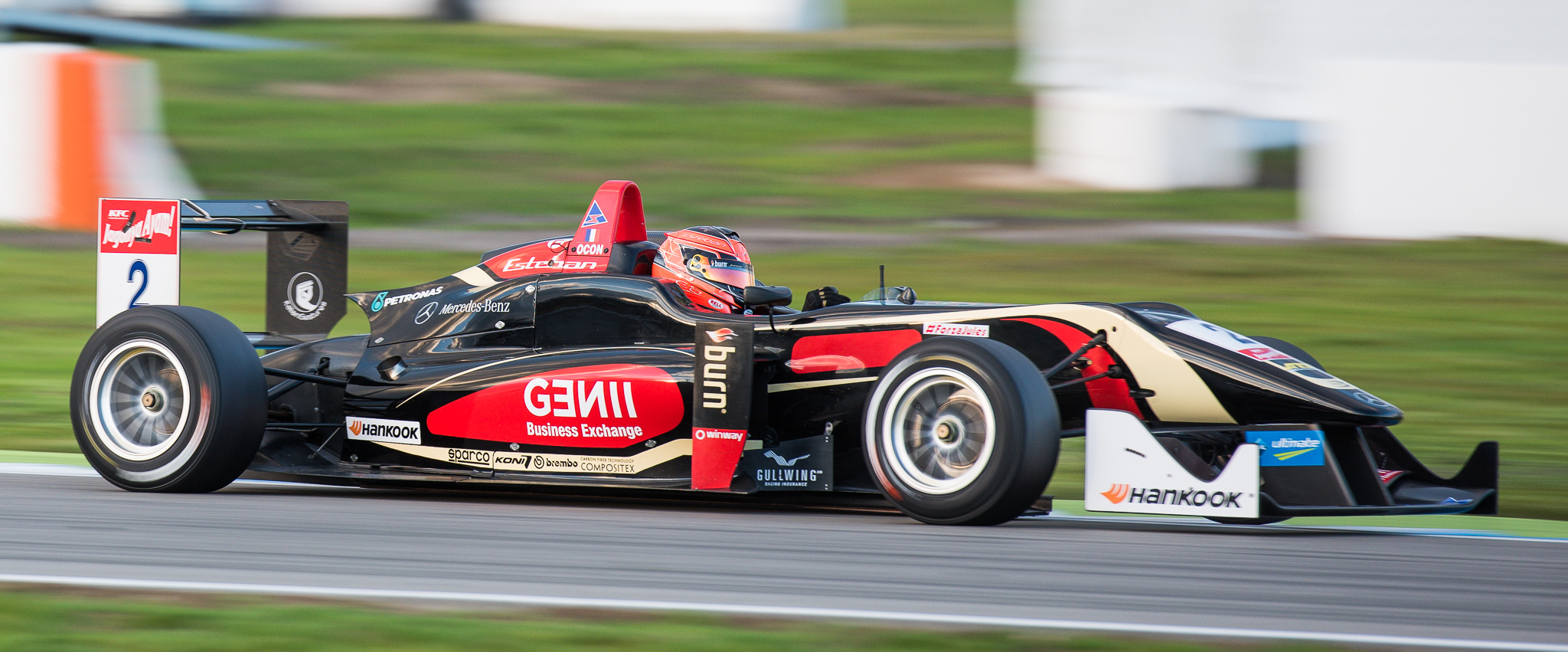
Esteban Ocon op de Hockenheimring in 2014

Aan het eind van 2013 maakte Ocon zijn debuut in de Formule 3 in de Grand Prix van Macau voor het Prema Powerteam. Hij kwalificeerde zich als vijftiende voor de eerste race, die hij als tiende eindigde. In de tweede race eindigde hij ook als tiende.
In 2014 bleef Ocon voor Prema rijden, maar nu maakte hij zijn debuut in het Europees Formule 3-kampioenschap. In het voorlaatste raceweekend op het Autodromo Enzo e Dino Ferrari behaalde hij, met onder andere zijn negende overwinning van het seizoen, het kampioenschap binnen, waarmee hij zijn laatste concurrenten Max Verstappen en Tom Blomqvist versloeg.

### Formule Renault 3.5
In 2014 reed Ocon twee raceweekenden in de Formule Renault 3.5 Series op de Hungaroring en op Paul Ricard bij het team Comtec Racing.

### GP3
In 2015 stapte Ocon over naar de GP3 Series, waar hij uitkomt voor het team ART Grand Prix. Hij behaalde tijdens de eerste race op het Circuit de Barcelona-Catalunya meteen zijn eerste overwinning. Hij won hierna geen races meer, maar werd wel, met onder andere een recordaantal van negen tweede plaatsen op een rij, kampioen tijdens de laatste race op het Yas Marina Circuit nadat hij zijn laatste concurrent Luca Ghiotto voor wist te blijven.

### DTM
In 2016 maakte Ocon zijn debuut in de DTM bij het door Mercedes gerunde ART Grand Prix als vervanger van de naar de Formule 1 vertrokken Pascal Wehrlein. Tijdens de eerste vijf raceweekenden was een vijfde plaats tijdens de race op het Circuit Park Zandvoort zijn beste resultaat, maar hierna maakte hij zelf de overstap naar de Formule 1 en werd hij vervangen door Felix Rosenqvist.

### Formule 1
Ocon maakte zijn debuut in een Formule 1-auto in een Lotus E20 op 22 oktober 2014 op het Circuit Ricardo Tormo Valencia voor het team van Lotus, waar hij sinds 2010 in het opleidingsprogramma zat. Hij maakte hier genoeg kilometers om in aanmerking te komen voor een superlicentie. Later die maand reed hij op 29 oktober 2014 ook een dag in de Ferrari F10 op het circuit van Fiorano als een beloning voor het behalen van het Europees Formule 3 kampioenschap. Tijdens de laatste race van 2014 in Abu Dhabi maakte hij voor Lotus zijn debuut in de eerste vrije training in de Formule 1 waar hij 28 ronden reed in de Lotus E22 met een 16e tijd als resultaat. Na deze Grand Prix testte hij nogmaals de Lotus.
In 2015 stapte Ocon in de Force India VJM08 na de Grands Prix van Spanje en Oostenrijk als testcoureur. In mei 2015 maakte hij de overstap naar het ontwikkelingsprogramma van Mercedes als DTM-testrijder en op 28 november 2015 werd hij aangekondigd als testrijder bij het Formule 1-team van Mercedes.
In 2016 keerde Ocon terug bij Lotus, dat inmiddels de naam had veranderd naar Renault F1 Team, om de officiële reservecoureur te worden bij dit team. Vanaf de Grand Prix van België nam Ocon de plaats van Rio Haryanto in bij het Manor F1 Team.
In 2017 maakt Ocon de overstap naar het Force India F1 Team voor zijn eerste volledige Formule 1-seizoen als opvolger van de vertrokken Nico Hülkenberg. Tijdens raceseizoen 2018 werd duidelijk dat Lance Stroll - zoon van investeerder Lawrence Stroll - in 2019 coureur zou worden bij het team van Force India, ten koste van Ocon. De tweede coureur bij Force India is namelijk Sergio Pérez, die aanzienlijk meer sponsors met zich meebrengt en daardoor in financieel opzicht meer kan bijdragen dan Ocon. Ocon tekende daarop een test- en reserverijderscontract bij Mercedes.
In augustus 2019 werd bekendgemaakt dat Ocon in het seizoen 2020 terugkeert als Formule 1-coureur bij het team van Renault als vervanger van Nico Hülkenberg.
Op 1 augustus 2021 heeft Ocon in Hongarije zijn eerste Grand Prix gewonnen.
Op 25 juli 2024 werd bekend dat Ocon vanaf 2025 uit zal komen voor het team van Haas.

## Formule 1-carrière

### Teams
| Jaar/Jaren  | Team                          |
| ----------- | ----------------------------- |
| 2014        | Lotus (testcoureur)           |
| 2016        | Renault F1 Team (testcoureur) |
| 2016        | Manor F1 Team                 |
| 2018 – 2018 | Force India F1 Team           |
| 2018        | Racing Point F1 Team          |
| 2020        | Renault F1                    |
| 2021 – 2024 | Alpine F1 Team                |
| 2025        | Haas                          |

### Statistiek
Onderstaande tabel is bijgewerkt tot en met de Grand Prix van Hongarije 2025.
|                       | 2016 | 2017 | 2018 | 2020 | 2021 | 2022 | 2023 | 2024 | 2025 * | Totaal           |
| --------------------- | ---- | ---- | ---- | ---- | ---- | ---- | ---- | ---- | ------ | ---------------- |
| Aantal races          | 9    | 20   | 21   | 17   | 22   | 22   | 22   | 23   | 13 *   | 169 (169 starts) |
| Aantal zeges          | 0    | 0    | 0    | 0    | 1    | 0    | 0    | 0    | 0 *    | 1                |
| Aantal pole-positions | 0    | 0    | 0    | 0    | 0    | 0    | 0    | 0    | 0 *    | 0                |
| Aantal snelste rondes | 0    | 0    | 0    | 0    | 0    | 0    | 0    | 1    | 0 *    | 1                |
| Aantal podiumplaatsen | 0    | 0    | 0    | 1    | 1    | 0    | 1    | 1    | 0 *    | 4                |
| Aantal WK-punten      | 0    | 87   | 49   | 62   | 74   | 92   | 58   | 23   | 27 *   | 472              |
| Eindstand WK          | 23   | 8    | 12   | 12   | 11   | 8    | 12   | 14   | 10 *   |                  |

* Seizoen loopt nog.

### Formule 1-resultaten
| Kleur  | Resultaat                       |
| ------ | ------------------------------- |
| Goud   | Winnaar                         |
| Zilver | Tweede plaats                   |
| Brons  | Derde plaats                    |
| Groen  | Gefinisht (punten behaald)      |
| Blauw  | Gefinisht (geen punten behaald) |
| Blauw  | Niet geklasseerd (NC)           |
| Paars  | Uitgevallen (DNF)               |
| Rood   | Niet gekwalificeerd (DNQ)       |

| Kleur   | Resultaat                              |
| ------- | -------------------------------------- |
| Zwart   | Gediskwalificeerd (DSQ)                |
| Wit     | Niet gestart (DNS)                     |
| Blanco  | Gewond (INJ)                           |
| Blanco  | Uitgesloten (EX)                       |
| Blanco  | Teruggetrokken (WD) / Niet deelgenomen |
| 1, 2, 3 | Sprint positie (punten behaald)        |
| P       | Poleposition                           |
| S       | Snelste ronde                          |

| Jaar  | Inschrijving | Chassis           | Motor                         | 1       | 2       | 3       | 4       | 5       | 6       | 7       | 8       | 9       | 10      | 11      | 12     | 13      | 14      | 15      | 16     | 17      | 18      | 19      | 20     | 21      | 22     | 23      | 24    | Pos. | Punten |
| ----- | ------------ | ----------------- | ----------------------------- | ------- | ------- | ------- | ------- | ------- | ------- | ------- | ------- | ------- | ------- | ------- | ------ | ------- | ------- | ------- | ------ | ------- | ------- | ------- | ------ | ------- | ------ | ------- | ----- | ---- | ------ |
| 2014  | Lotus        | Lotus E22         | Renault Energy F1-2014 1.6 V6 | AUS 0   | MAL 0   | BHR 0   | CHN 0   | SPA 0   | MON 0   | CAN 0   | OOS 0   | GBR 0   | DUI 0   | HON 0   | BEL 0  | ITA 0   | SIN 0   | JPN 0   | RUS 0  | VST 0   | BRA 0   | ABU TC  |        |         |        |         |       | -    | -      |
| 2016  | Renault      | Renault RS16      | Renault RE16 V6               | AUS 0   | BHR 0   | CHN 0   | RUS 0   | SPA TC  | MON 0   | CAN 0   | EUR 0   | OOS 0   | GBR TC  | HON TC  | DUI TC |         |         |         |        |         |         |         |        |         |        |         |       | 23   | 0      |
| 2016  | Manor        | Manor MRT05       | Mercedes PU106C Hybrid 1.6 V6 |         |         |         |         |         |         |         |         |         |         |         |        | BEL 16  | ITA 18  | SIN 18  | MAL 16 | JPN 21  | VST 18  | MEX 21  | BRA 12 | ABU 13  |        |         |       | 23   | 0      |
| 2017  | Force India  | Force India VJM10 | Mercedes M08 EQ Power+ V6     | AUS 10  | CHN 10  | BHR 10  | RUS 7   | SPA 5   | MON 12  | CAN 6   | AZE 6   | OOS 8   | GBR 8   | HON 9   | BEL 9  | ITA 6   | SIN 10  | MAL 10  | JPN 6  | VST 6   | MEX 5   | BRA DNF | ABU 8  |         |        |         |       | 8    | 87     |
| 2018  | Force India  | Force India VJM11 | Mercedes M09 EQ Power+ V6     | AUS 12  | BHR 10  | CHN 11  | AZE DNF | SPA DNF | MON 6   | CAN 9   | FRA DNF | OOS 6   | GBR 7   | DUI 8   | HON 13 |         |         |         |        |         |         |         |        |         |        |         |       | 12   | 49     |
| 2018  | Racing Point | Force India VJM11 | Mercedes M09 EQ Power+ V6     |         |         |         |         |         |         |         |         |         |         |         |        | BEL 6   | ITA 6   | SIN DNF | RUS 9  | JPN 9   | VST DSQ | MEX 11  | BRA 14 | ABU DNF |        |         |       | 12   | 49     |
| 2020  | Renault      | Renault R.S.20    | Renault E-Tech 20 V6          | OOS 8   | STI DNF | HON 14  | GBR 6   | 70J 8   | SPA 13  | BEL 5   | ITA 8   | TOS DNF | RUS 7   | EIF DNF | POR 8  | EMI DNF | TUR 11  | BHR 9   | SAK 2  | ABU 9   |         |         |        |         |        |         |       | 12   | 62     |
| 2021  | Alpine       | Alpine A521       | Renault E-Tech 20B V6         | BHR 13  | EMI 9   | POR 7   | SPA 9   | MON 9   | AZE DNF | FRA 14  | STI 14  | OOS DNF | GBR 9   | HON 1   | BEL 7‡ | NED 9   | ITA 10  | RUS 14  | TUR 10 | VST DNF | MXS 13  | SAP 8   | QAT 5  | SAR 4   | ABU 9  |         |       | 11   | 74     |
| 2022  | Alpine       | Alpine A522       | Renault E-Tech RE22           | BHR 7   | SAR 6   | AUS 7   | EMI 14  | MIA 8   | SPA 7   | MON 13  | AZE 10  | CAN 6   | GBR DNF | OOS 65  | FRA 8  | HON 9   | BEL 7   | NED 9   | ITA 11 | SIN DNF | JPN 4   | VST 11  | MXS 8  | SAP 8   | ABU 7  |         |       | 8    | 92     |
| 2023  | Alpine       | Alpine A523       | Renault E-Tech RE23           | BHR DNF | SAR 8   | AUS 14† | AZE 15  | MIA 9   | MON 3   | SPA 8   | CAN 8   | OOS 714 | GBR DNF | HON DNF | BEL 8  | NED 10  | ITA DNF | SIN DNF | JPN 9  | QAT 7   | VST DNF | MXS 10  | SAP 10 | LSV 4   | ABU 12 |         |       | 12   | 58     |
| 2024  | Alpine       | Alpine A524       | Renault E-Tech RE24           | BHR 17  | SAR 13  | AUS 16  | JPN 15  | CHN 11  | MIA 10  | EMI 14  | MON DNF | CAN 10  | SPA 10  | OOS 12  | GBR 16 | HON 18  | BEL 9   | NED 15  | ITA 14 | AZE 15  | SIN 13  | VST 18S | MXS 13 | SAP 2   | LSV 17 | QAT DNF | ABU 0 | 14   | 23     |
| 2025* | Haas F1 Team | Haas VF-25        | Ferrari 066/15 V6             | AUS 13  | CHN 5   | JPN 18  | BHR 8   | SAR 14  | MIA 12  | EMI DNF | MON 7   | SPA 16  | CAN 9   | OOS 10  | GBR 13 | BEL 515 | HON 16  | NED 0   | ITA 0  | AZE 0   | SIN 0   | VST 0   | MXS 0  | SAP 0   | LSV 0  | QAT 0   | ABU 0 | 10*  | 27*    |
| Jaar  | Inschrijving | Chassis           | Motor                         | 1       | 2       | 3       | 4       | 5       | 6       | 7       | 8       | 9       | 10      | 11      | 12     | 13      | 14      | 15      | 16     | 17      | 18      | 19      | 20     | 21      | 22     | 23      | 24    | Pos. | Punten |

- † Uitgevallen maar wel geklasseerd omdat er meer dan 90% van de race-afstand werd afgelegd.
- ‡ Halve punten werden toegekend tijdens de GP van België 2021 omdat er minder dan 75% van de wedstrijd was afgelegd door hevige regenval.
- * Seizoen loopt nog.

### Overwinning
| Nr. | Grand Prix                    | Team   |
| --- | ----------------------------- | ------ |
| 1   | Grand Prix van Hongarije 2021 | Alpine |